# Копривница
Копри́вница (хорв. Koprivnica) — город в Хорватии, в северной части страны. Крупнейший город Копривницко-Крижевацкой жупании. Население — 24 809 человек (2001), около 25 000 человек по данным 2006 года, около 30 000 человек (2011)

## Общие сведения

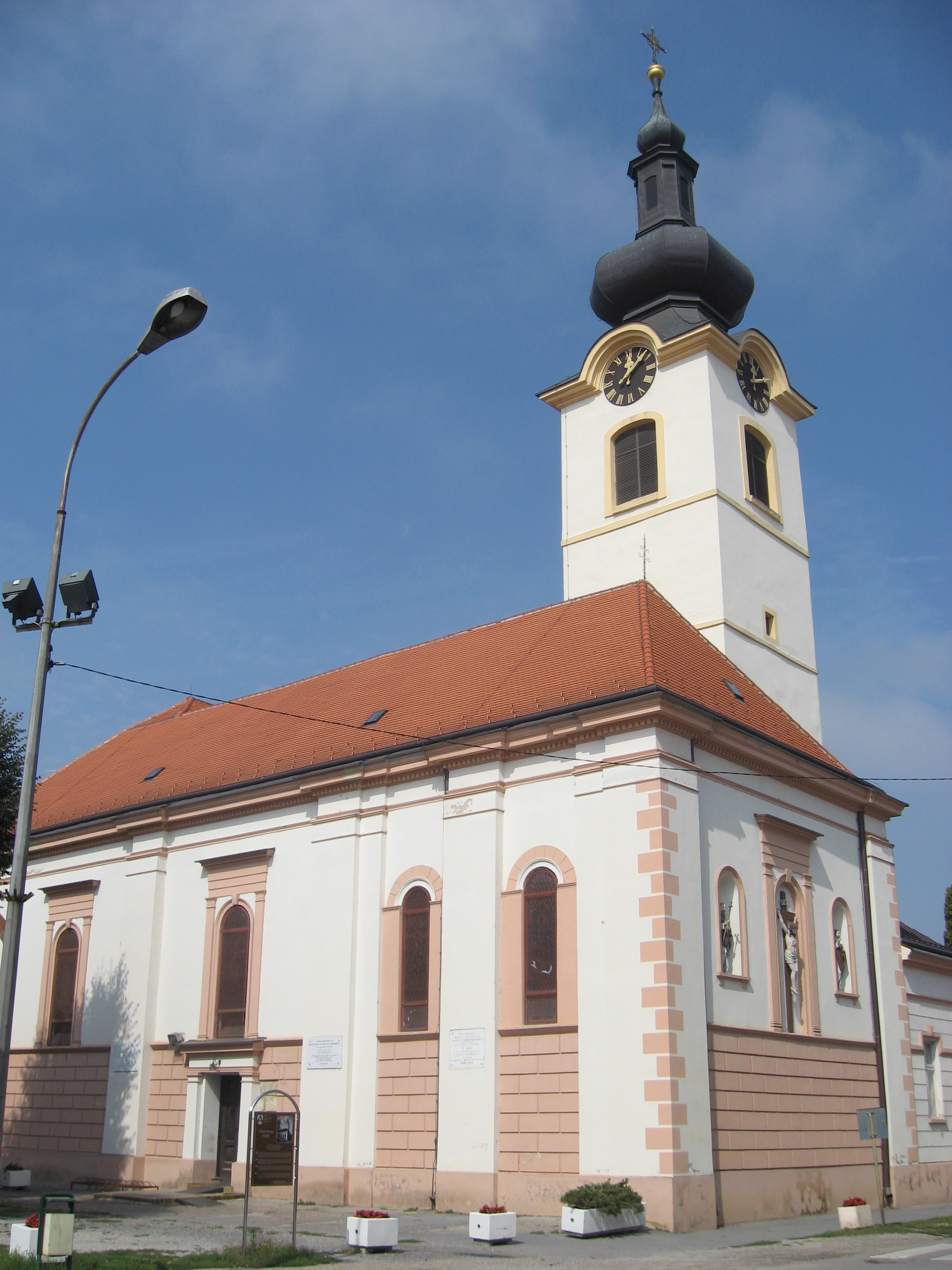
Церковь св. Николая

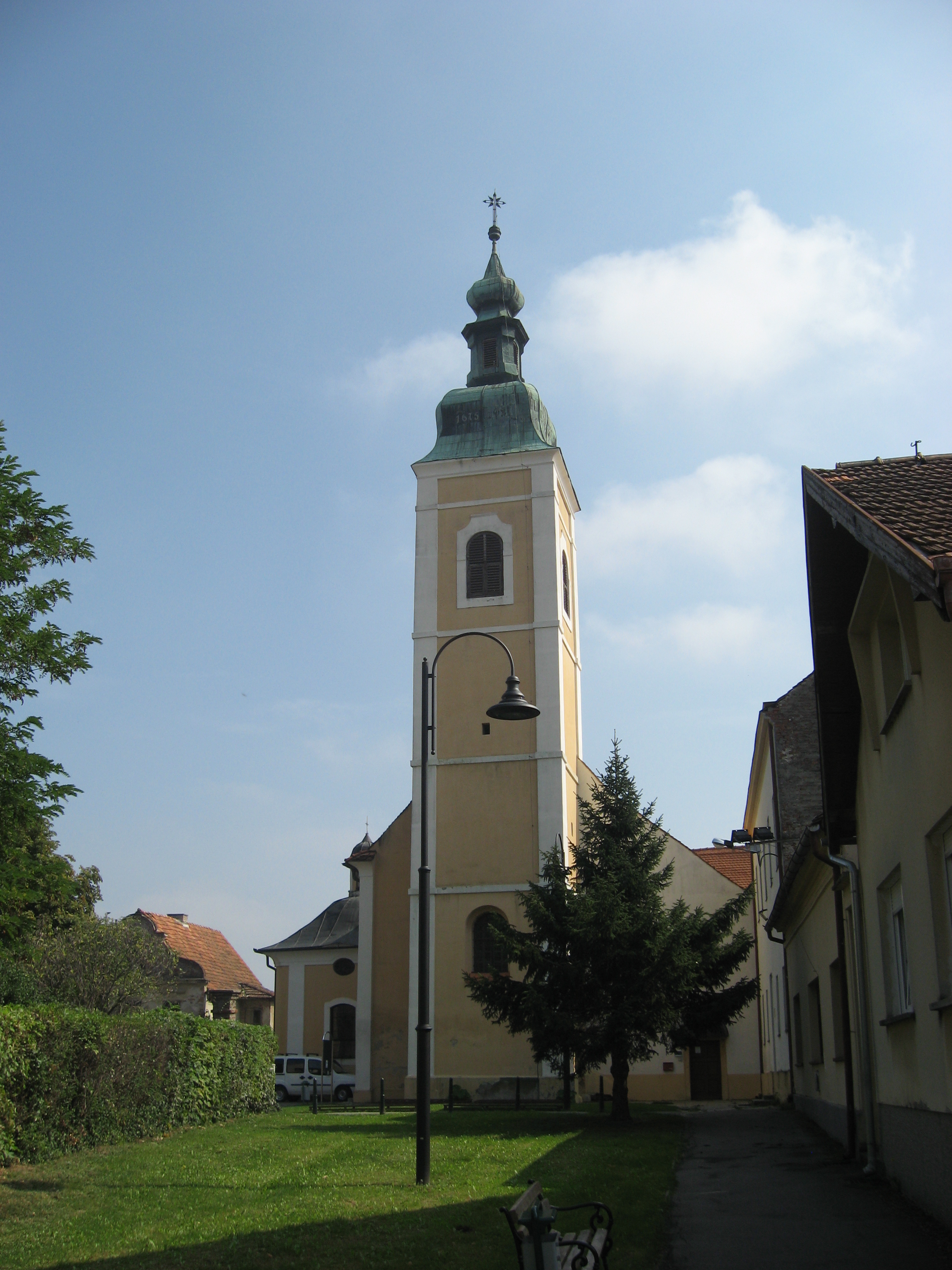
Монастырь Св. Антония Падуанского

Копривница расположена на северо-восток от Загреба (расстояние до столицы — 75 километров), в 10 километрах от границы с Венгрией, которая проходит в этом месте по реке Драва. В 32 километрах к северо-западу расположен город Вараждин, в 30 километрах к юго-западу — Крижевцы, в 22 километрах к юго-востоку — Джурджевац.
Копривница — крупный транспортный узел. Здесь пересекаются железнодорожные магистрали Загреб — Будапешт и Вараждин — Осиек. Автомобильные магистрали ведут в Загреб, Вараждин, Осиек и в Венгрию.
Копривница — промышленный город. Основу экономики города составляют пищевая, химическая и деревообрабатывающая промышленность. Крупнейшее предприятие города — фирма Podravka, выпускающая продукты питания, в том числе и широко известную «Вегету».
В городе также расположены производственные мощности пивоваренной компании Carlsberg Croatia, производителя пива Pan, на продукцию которой приходится около 16 % объемов рынка пива страны.

## История и достопримечательности
Поселение на месте нынешнего города впервые упомянуто в 1272 году, в 1356 году Копривница получила статус города.
Как и во многих городах региона, в Копривнице в конце XVI века была построена крепость для защиты от турецких набегов, и город был включён в состав Военной границы. В XVII веке город переживал бурное развитие вместе со всей Посавской Хорватией под властью Габсбургов.
В 1685 году было закончено строительство францисканского монастыря св. Антония Падуанского, в XVII же веке была построена барочная церковь святого Николая. Ещё одна достопримечательность Копривницы — церковь Святого Духа — была закончена в 1793 году.

## Спорт
В городе базируется футбольная команда Славен Белупо, выступающая на стадионе Градски.

## Знаменитые жители
- Бадел, Мариян
- Бартл, Злата
- Иван Генералич
- Винко Грдан

## Города-побратимы
- Капошвар (Венгрия)